# The World Jones made
The World Jones Made ist ein 1956 erschienener dystopischer Science-Fiction Roman des US-Amerikanischen Autors Philip K. Dick. Die Geschichte spielt nach einem Atomkrieg in der die Gesellschaft vom Relativismus beherrscht wird, der absolute Wahrheiten ablehnt und Toleranz als oberstes Prinzip predigt. Der Mutant Flyod Jones, der in die Zukunft sehen kann plant das System zu stürzen und den Weltraum zu kolonisieren. Die Geschichte endet mit der Niederlage von Jones, dessen Pläne trotz seiner Fähigkeit, die Zukunft zu sehen, an der Unveränderbarkeit des Schicksals scheitern.

## Inhalt
Nach dem dritten Weltkrieg zu Beginn des einundzwanzigsten Jahrhunderts steht die USA unter der Kontrolle der autoritären Fedgov. Durch die Radioaktivität haben sich Mutanten entwickelt, die jedoch in der normalen Erdatmosphäre nicht mehr existieren können. Sie werden in einer kontrollierten Umgebung, die auf ihre biologischen Bedürfnisse abgestimmt ist versorgt. Einer der Mutanten, Louis, der dies nicht glaubt, versucht, die anderen zu einem Ausbruch zu bewegen. Louis überredet schließlich drei andere junge Mutanten, mit ihm einen Fluchtversuch zu unternehmen. Währenddessen beobachten Dr. Rafferty, der Leiter der Biosphäre, und der Fedgov-Agent Doug Cussick den Fluchtversuch. In einer Rückblende trifft Doug Cussick damals zuständig für die Durchsetzung des Relativismus auf einem Jahrmarkt den Wahrsager Floyd Jones. Jones wirbt damit, dass er das Schicksal der Menschheit ein Jahr in die Zukunft vorhersagen kann. Jones macht zwei Vorhersagen: Erstens wird ein Nationalist namens Ernest T. Saunders die nächste Wahl zum Ratsvorsitzenden gewinnen. Zweitens werden „Drifter“, Wesen von einem anderen Planeten, in der Zukunft zu einem wichtigen Thema werden.

Doug Cussick berichtet seinem Vorgesetzten Security Director Pearson von dem Ereignis. Cussicks Bericht, dass Jones anscheinend hochrangige Informationen über die wahre Natur der Drifter kannte, schockiert Pearson. Wenn Jones wirklich ein Pre-Cog ist, verstößt er nicht gegen den Relativismus, wenn er die Wahrheit über zukünftige Ereignisse sagt. Doug Cussick wird nach Dänemark versetzt, wo er seine zukünftige Frau Nina Longstren kennenlernt, eine Künstlerin und Skeptikerin des Relativismus. Cussick teilt seiner Frau mit, dass Jones' Bekanntheitsgrad steigt, seit er einer neuen religiösen Bewegung angehört und Prophezeiungen über zukünftige Begegnungen mit Außerirdischen macht. Später befragen Cussick, Max Kaminski und Sicherheitsdirektor Pearson Jones. Jones ist zuversichtlich, dass er in drei Tagen freigelassen werden wird. Außerdem offenbart er dass er Angst vor seinen Fähigkeiten hat und davor, wohin sie ihn führen werden.

Jones macht deutlich, dass die Dinge, die er erlebt, für ihn Vergangenheit sind und nicht geändert werden können. Die Agenten schlagen Floyd Jones vor, bei einem Wiederaufbauprojekt zu helfen. Jones lehnt ab. Er ist der Meinung, dass die Menschen zu den Sternen streben sollten, anstatt sich an eine „überbevölkerte“ Erde zu klammern. Jones ist von den Drifters inspiriert, die den Kosmos kolonisieren. Schließlich gesteht Pearson, dass Drifter bereits auf der Erde gelandet sind, was wiederum die Wahrheit von Jones' Aussagen bestätigt und es unmöglich macht, ihn als Verstoß gegen den Relativismus zu verhaften.

Im Jahr 2002 kommt es trotz des Verbots, den auf der Erde gelandeten Drifters Schaden zuzufügen, zu Unruhen gegen sie. Die Situation mit Jones und seiner Bewegung verschlechtert sich. Drifter werden trotz der Gesetze getötet, und seine Bewegung wird immer mächtiger. Kaminski erkennt, dass die Drifter nur ein Mittel für Jones sind, um Unterstützung zu gewinnen. Während einer Verabredung mit ein paar Freunden in einer Bar in San Francisco erfährt Cussick, dass seine Frau Mitglied der Floyd-Jones-Bewegung ist. Doug konfrontiert sie damit, aber Nina spielt es herunter. Cussick akzeptiert das nicht und trennt sich von seiner Frau. Die Anzeichen das Jones bald die Macht übernehmen könnte werden immer deutlicher, und es kommt regelmäßig zu Aufmärschen auf den Straßen. 

Ihre Ziel ist die Entdeckung einer zweiten Erde durch einen interstellaren Kreuzzug. Außerdem fordern sie die Auflösung der Fedgov und die Ernennung von Jones zum Oberbefehlshaber, um die Krise zu bewältigen. Als Cussick nach Hause zurückkehrt, findet er eine aufgezeichnete Nachricht des Sicherheitsdirektors Pearson vor, der Cussick auffordert, in das Büro von Secpol zurückzukehren. Im Büro erfährt Cussick, dass der von ihm erwähnte Max Kaminski eine große Menge geheimer Dokumente gestohlen hat, die er an die Jones-Bewegung liefern wollte. Er wurde gefangen genommen und in ein Arbeitslager in Saskatchewan geschickt. Cussick wird an Kaminskis Stelle befördert und soll die Sicherheit von Dr. Raffertys Geheimprojekt übernehmen. Dabei handelt es sich um eine künstliche Biosphere in der gentechnisch veränderte Mutanten auf ein Leben auf der Venus vorbereitet werden.

Cussick erkennt, dass die Fedgov seit langem die Besiedlung anderer Planeten plant. Während Jones jedoch auf militärische Mittel setzt, verfolgt die Fedgov eine wissenschaftliche Lösung. In der Zwischenzeit hält Floyd Jones eine Kundgebung ab in der er zur Ausdehnung der Menschheit auf andere Systeme aufruft und die „Plutokratie“ der Fedgov verurteilt. Pearson muss einsehen, dass eine Niederlage von Jones aufgrund seiner präkognitiven Fähigkeiten unmöglich ist. Cussick und Pearson reisen daraufhin nach San Francisco, um sich mit Dr. Rafferty zu treffen. Bei ihrer Ankunft wird Pearson von Anhängern von Jones verhaftet.

Gleichzeitig sind die genetisch veränderten Mutanten auf dem Weg zur Venus. Einige Zeit nach der Landung der ersten acht Mutanten, gedeiht die Kolonie. Bei der Erkundung der Oberfläche stoßen die Kolonisten auf einen toten Drifter. Sie finden einen weiteren, der nicht nur überlebt, sondern sich zu einer Zygote entwickelt hat. Sie erfahren, dass die Drifter eigentlich Pollen eines pflanzenähnlichen Wesens sind. Auf der Erde erfährt Floyd Jones, dass menschliche Wissenschaftler die gleiche Entdeckung gemacht haben. Die Pollen nutzen den Planeten als Gebärmutter, bevor sie ins interplanetare Medium aufbrechen, wo sie ihr Erwachsenenleben verbringen. Ihr Verhältnis zur Erde ist das gleiche wie das der Venusmutanten zu ihrer Heimat. Dies beweist auch, dass die Drifter an sich keine Bedrohung darstellen, was Jones anfangs nicht vorhersehen konnte. Mit dieser Entdeckung erkennt Jones, dass seine Bewegung gescheitert ist.

Jones besucht Pearson. Jones erklärt ihm, dass seine Bewegung zum Scheitern verurteilt ist, weil die pflanzenähnlichen Organismen als Reaktion auf die Gewalt gegen die Drifter die Erde abriegeln und jede weitere Erforschung verhindern werden – eine einfache natürliche Eindämmung einer Bedrohung. Jones bietet Pearson seinen alten Posten als Sicherheitschef an was dieser jedoch ablehnt. Cussick entwickelt einen Plan, um Jones zu töten. Schließlich schafft er es bis in sein Büro. Nachdem er ihn über Pearsons Tod informiert hat, kommt es zu einem Kampf zwischen Jones und Cussick. Am Ende gewinnt Cussick die Oberhand und schafft es, ihn zu töten.

Kurz darauf kehrt Cussick in seine Wohnung zurück, wo er ein Tonband bemerkt. Als er es anhört, erkennt er die Stimme von Jones. Jones erklärt, ihm das er seinen eigenen Tod gewollt habe. Er habe dies geplant, um seinen politischen Ruf zu retten. Die Menschen würden Jones als Märtyrer sehen und den Relativismus und die Fedgov für sein Versagen verantwortlich machen. Auf der Venus feiern die Siedler das erste auf der Venus geborene Kind. Außerdem wurde auf der Venus eine künstliche Biosphäre errichtet, die eine irdische Umgebung für drei Neuankömmlinge auf dem Planeten simuliert. Diese drei Menschen sind Doug Cussick, Nina Longstrem und Jackie Cussick.

## Interpretation
Wie bei den meisten Romanen von Dick spielt auch The World Jones made in einer Welt, die sich nach einem Atomkrieg entwickelt hat. In dieser Welt ist der Kalte Krieg zwischen den USA und China eskaliert. Nach dem Ende der Feindseligkeiten befindet sich der Rest der Menschheit, der noch immer unter den Folgen des radioaktiven Fallouts leidet, in der Phase des Wiederaufbaus. Im Mittelpunkt dieses Wandels steht die allgemeine Annahme des „Relativismus“ als zentrale Rechts- und Moraldoktrin, deren Durchsetzung durch einen brutalen Polizeistaat erfolgt.

Der Relativismus verbietet es jeder Person, das als wahr zu betrachten, was unsicher ist. Dazu zählen Meinungsäußerungen, persönliche Überzeugungen sowie religiöse oder andere unbewiesene Ansichten. Die Begründung hierfür lautet, dass alle Meinungsverschiedenheiten und damit auch alle Kriege auf Gegensätzen zwischen den Menschen beruhen. Floyd Jones ist neben Doug Cussick die Hauptfigur der Geschichte. Als Folge der Strahlenbelastung durch den Atomkrieg wurde Jones als Mutant geboren. Er hat die einzigartige Eigenschaft, sein Leben ein Jahr im Voraus zu sehen: Die von anderen erlebte Gegenwart ist für ihn eine verblassende Erinnerung. 

Jones ist der Überzeugung, dass die Erde zu klein und begrenzt ist, um die Menschheit langfristig zu beherbergen. Er sieht die Kolonisierung anderer Planeten als unausweichlich an und glaubt, dass die bestehende Gesellschaftsordnung nicht in der Lage ist, diesen Übergang zu ermöglichen. Jones strebt eine langfristige Expansion der Menschheit zu den Sternen an. Jones prophezeit die Ankunft einer außerirdischen Spezies auf der Erde, die als „Drifter“ bezeichnet wird. Er mobilisiert seine Anhänger, um die vermeintliche Invasion abzuwehren.

Langfristig strebt er danach, die Drifter zu ihrem Heimatplaneten zu verfolgen und eine neue Ära der aggressiven menschlichen Expansion einzuleiten. Allerdings erkennt Jones zu spät, dass die Drifter harmlos sind und dass sein großangelegter Kreuzzug nicht über einige lokale Sternensysteme hinausreichen wird. Die voll entwickelten Erwachsenen, deren Embryos die Drifter sind, werden die Menschheit auf unbestimmte Zeit innerhalb ihres lokalen Raumgebiets abschotten, da sie die Spezies Mensch als lästigen Virus wahrnehmen. Damit wird die von Jones beflügelte Phantasie von der Reise zu den Sternen praktisch in dem Moment unterbrochen, in dem sie beginnt.

Jones erkennt am Ende dass er einen Fehler gemacht hat. Er verurteilt sich selbst dafür, dass er versucht hat, den Weltraum zu kolonisieren aber das Gegenteil erreicht hat. Er erkennt, dass jede Strategie, die die Menschheit zu einer offenen Gesellschaft machen soll, ein gewisses Maß an Ungewissheit beinhalten muss, um erfolgreich zu sein. Seine letzte Handlung besteht darin, sich selbst als die entscheidende Kraft aus der Situation herauszunehmen. Er lässt sich absichtlich umbringen.

Auf der anderen Seite steht Doug Cussick ein loyaler, aber innerlich zerrissener Vertreter des Systems. Einerseits glaubt er an die Notwendigkeit der Ordnung, die der Relativismus aufrechterhält, andererseits ist er zunehmend desillusioniert von der Trägheit und den moralischen Kompromissen, die damit einhergehen. Doug Cussick ist im Gegensatz zu Floyd Jones eine bodenständige und moralisch ambivalente Figur. Er repräsentiert den Durchschnittsmenschen, der in einem fehlerhaften System arbeitet, ohne daran zu glauben, aber auch keine Alternative sieht. 

Während Jones dabei ist immer weiter aufzusteigen löst sich Cussicks Privatleben vor seinen Augen auf. Die Ehe mit Nina zerbricht, die Masken fallen und er erkennt, wie die Unwahrheiten der Gesellschaft von Jones zerschlagen wurden. Die Mutanten im Nachtclub, die sowohl männliche als auch weibliche Eigenschaften haben, sind der ultimative Ausdruck des Relativismus und bringen Cussicks fortwährenden Kampf mit sich selbst und seinen Ansichten über die Realität auf einen Höhepunkt. Im Gegensatz zu Jones hinterfragt und verändert Cussick seine Interpretation der Welt ständig und trifft konkrete und wirksame Entscheidungen über seine Zukunft. Und wo Jones und die Menschheit einen katastrophalen Untergang erleiden, hat das Schicksal von Cussick und den Bewohnern auf der Venus einen eindeutig erlösenden bzw. wiederherstellenden Aspekt.